# Kimwaua Makin
Kimwaua Makin (rođen 8. kolovoza 1997.) je kiribatski sprinter. Natjecao se na utrci na 100 metara na Svjetskom prvenstvu u atletici 2015. u Pekingu u Kini, zauzevši sedmo mjesto u svojoj utrci. Na Ljetnim olimpijskim igrama mladih 2014. ostvario je svoj osobni rekord od 11,77.